# Liste der Monuments historiques in Nantua
Die Liste der Monuments historiques in Nantua führt die Monuments historiques in der französischen Gemeinde Nantua auf.

## Liste der Bauwerke
| Bezeichnung      | Beschreibung                  | Standort | Kennzeichnung | Schutzstatus   | Datum     | Bild           |
| ---------------- | ----------------------------- | -------- | ------------- | -------------- | --------- | -------------- |
| Kirche St-Michel | Erbaut ab dem 12. Jahrhundert | (Lage)   | PA00116440    | Classé Inscrit | 1907 2015 | weitere Bilder |

## Liste der Objekte
- Monuments historiques (Objekte) in Nantua in der Base Palissy des französischen Kultusministeriums